# Waidhofen an der Ybbs (Herrschaft)
Die Herrschaft Waidhofen an der Ybbs war eine Grundherrschaft im Viertel ober dem Wienerwald im Erzherzogtum Österreich unter der Enns, dem heutigen Niederösterreich.

## Ausdehnung
Die Herrschaft umfasste zuletzt die Ortsobrigkeit über Kreilhof, Wirth, Pöchler, Groisberg, Pöchlau, Mayer, Rien und Kammerhof, alle im Hofamt; im Amt Hollenstein: Thomasberg, Oberkirchen, Thalbauern, Reingrub, Than, Walcherbauern, Dornleiten, Grießau, Sattel, Berg, Wenten, Garnberg, Hollenstein und im Amt Gößling: Königsberg, Untriebs, Jbbsteinbach, Eisenwiesen, Gößling, Strohmarkt, Hochreith, Stixenlehen, Mendling, Unterkirchen, Laßing und Großegg. Der Sitz der Verwaltung befand sich in Waidhofen an der Ybbs.

## Geschichte
Letzter Inhaber der Herrschaft war der k.k. Kameralfonds, bis diese in den Reformen 1848/1849 aufgelöst wurde.